# Tina Walzer
Tina Walzer (* 11. Februar 1969 in Wien) ist eine österreichische Historikerin und Autorin mit den Schwerpunkten Restitution in Österreich und österreichisch-jüdische Geschichte. Sie ist Redakteurin der jüdischen Kulturzeitschrift David.

## Leben und Wirken
Walzer studierte Geschichte, Germanistik und Ungarisch. 1995 kam sie über ein Forschungsprojekt auf den Jüdischen Friedhof Währing, der neben dem Sankt Marxer Friedhof die letzte erhaltene Biedermeier-Ruhestätte in Wien ist. Sie setzte sich gegen den weiteren Verfall des in der Zeit des Nationalsozialismus stark beschädigten Friedhofs ein und gewann zur Befreiung von Wildwuchs und Gestrüpp im Laufe der Jahre immer mehr Freiwillige, darunter US-Marines, Diplomaten, Grün-Politiker und Prominente – im November 2009 waren es 120 Helfer. Seit 1995 erforscht sie den Friedhof auch wissenschaftlich und verfasste mehrere Arbeiten zu diesem Thema. In Zusammenarbeit mit der IKG Wien arbeitet sie an der historischen, bautechnischen und architektonischen Inventarisierung des Friedhofs. Zudem erstellte sie eine biographische Datenbank über den Friedhof und konnte dadurch bereits 20 Familiennachkommen aufspüren.
Weitere Publikationen Walzers beschäftigen sich mit der jüdischen Geschichte Wiens und Österreichs sowie der Aufarbeitung der nationalsozialistischen Vergangenheit Österreichs.

## Werke
- Der jüdische Friedhof in Währing: Historische Entwicklung, Zerstörungen der NS-Zeit, Status quo. Böhlau Verlag, Wien 2009
- Jüdische Friedhöfe: Kultstätte, Erinnerungsort, Denkmal. mit Claudia Theune, Böhlau Verlag, Wien 2010, ISBN 978-3-205-78477-7.
- ... lebte in der Josefstadt: Steine der Erinnerung 1938 – 1945. mit Irmtraut Karlsson und Manfred Kerry, Milena-Verlag, Wien 2008
- Unser Wien. ‚Arisierung‘ auf österreichisch. mit Stephan Templ, Aufbau-Verlag, Berlin 2001, ISBN 978-3-351-02528-1

Beiträge in anderen Publikationen:
- Von Großhändlern und Gehilfen. Aspekte der Sozialgeschichte Wiener jüdischer Familien im 19. Jahrhundert. In: Sabine Hödl (Hrsg.): Die jüdische Familie in Geschichte und Gegenwart. Philo-Verlag, Berlin 1999, S. 107 ff.
- Mährische Juden in Wien. Wirtschaft – Gesellschaft – Kultur. In: Emil Kordiovský: Mährische Juden in der österreichisch-ungarischen Monarchie (1780 - 1918). Verlag Státní Okresní Archiv Břeclav, Břeclav 2003, S. 65 ff.